# Oosterklief
Oosterklief is een buurt op het voormalige eiland Wieringen, in de gemeente Hollands Kroon in de provincie Noord-Holland.
Oosterklief ligt net ten oosten van Westerklief. De plaats is samen met Westerklief een van de oudste plaatsen in Wieringen. Echter de plaatsnaam is afkomstig uit de tijd nadat Wieringen een eiland was geworden. Door de door zeegolven aangevreten keileembulten ontstond er soort van kliffen. Voordat Wieringen een eiland was, was het gebied licht bewoond omdat er genoeg andere plekken waren waar men kon wonen. Toen Wieringen een eiland was geworden, was het een van de hoogste punten van Wieringen. Daardoor nam het aantal mensen dat er kwam wonen toe, omdat het een veilig vluchtoord was, als de zee flink te keer ging en er een grote kans was op vloedrampen.
Lange tijd waren Oosterklief en Westerklief ongeveer gelijk in aantal inwoners. In 1840 was het zelfs helemaal gelijk, 35 inwoners. Maar daarna steeg het aantal bewoningen in Westerklief terwijl Oosterklief nauwelijks groeide. In 1998 woonde in Westerklief ongeveer 70 inwoners terwijl in Oosterklief 45 inwoners had.
Dorpen en gehuchten: Anna Paulowna · Barsingerhorn · Breezand · Den Oever · Haringhuizen · Hippolytushoef · De Haukes · Kleine Sluis · Kolhorn · Kreil · Kreileroord · Lutjewinkel · Middenmeer · Moerbeek · Nieuwe Niedorp · Nieuwesluis · Oosterklief · Oosterland · Oude Niedorp · Slootdorp · Smerp · Stroe · De Strook · Terdiek · Tolke (deels) · Van Ewijcksluis · Vatrop · 't Veld · Verlaat (deels) · Westerklief · Westerland · Wieringerwaard · Wieringerwerf · Winkel · Zijdewind

Buurtschappen: Blokhuizen · Dam · De Belt · De Bomen · De Elft · Emaus · Gelderse Buurt · De Gest · Groetpolder · Hanedoes · De Heid · De Hoelm · Hogebieren · Hollebalg · De Kampen · Langereis (deels) · De Leijen · Lutjekolhorn · Mientbrug · Noord-Stroe · Noordburen · Noorderbuurt · De Normer · Poolland · Spoorbuurt · Tin · Vennik (deels) · Wateringskant · De Weel (deels) · De Weere · Westeinde  · Zandburen

Noord-Holland: Steden en dorpen    Nederland: Provincies · Gemeenten